# Tovlinius albissimus
Tovlinius albissimus är en tvåvingeart som först beskrevs av Zaitzev 1964.  Tovlinius albissimus ingår i släktet Tovlinius och familjen svävflugor.
Artens utbredningsområde är Kazakstan. Inga underarter finns listade i Catalogue of Life.